# رود ایراوادی
رود ایراوادی ( ဧရာဝတီမြစ်) رودی است به دریای آندامان می‌ریزد. این رود از کشور میانمار (برمه) می‌گذرد.

## نگارخانه

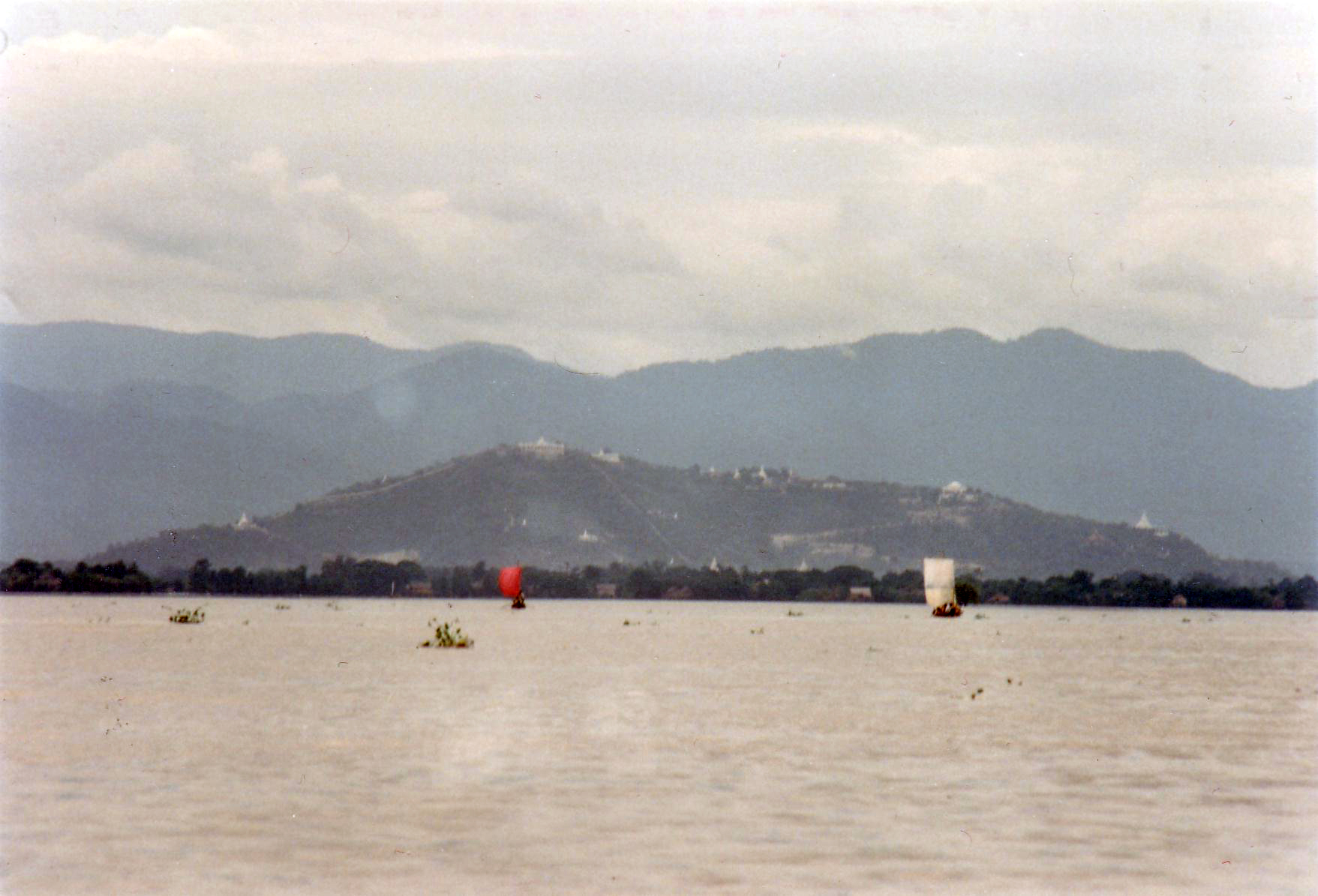